# Cabriès
Cabriès es una comuna francesa situada en el departamento de Bocas del Ródano, en la región de Provenza-Alpes-Costa Azul.
En la localidad se encuentra el centro comercial Avant Cap, parte de la zona comercial de Plan de Campagne, la más grande de Francia y la cuarta más visitada del país, con 24 millones de visitantes por año en 2014.

## Demografía
| 1614 | 2109 | 3328 | 6120 | 7720 | 7890 | 9918 |
| Para los censos de 1962 a 1999 la población legal corresponde a la población sin duplicidades (Fuente: INSEE [Consultar]) |      |      |      |      |      |      |